# ولاية الغال الإمبراطورية
ولاية الغال الإمبراطورية (باللاتينية: Praefectura Praetorio Galliarum ؛ بالإنجليزية: Praetorian prefecture of Gaul) هي إحدى الولايات الإمبراطورية التابعة للإمبراطورية الرومانية في فتراتها المتأخرة. تأسست في القرن الرابع، وقد امتدت أراضيها لتشمل غرب أوروبا وجزء من شمال أفريقيا. كان مركزها ترير (تقع اليوم في ألمانيا)، ثم آرل (تقع اليوم في فرنسا). وقد أخذت التسمية من شعب الغال الذي استوطن شمال غرب أوروبا.

## التقسيم الإداري
كانت هذه الولاية تتبع الإمبراطورية الرومانية الغربية، كما كانت تتكون من 4 أبرشيات:
- أبرشية إسبانيا
- أبرشية بريطانيا
- أبرشية الغال: كان مركزها ترير، ألمانيا.
- أبرشية فيينا: كان مركزها بوردو، فرنسا.